# Гандзюк, Екатерина Викторовна
Екатерина Викторовна Гандзюк (укр. Катерина Вікторівна Гандзюк; 17 июня 1985, Херсон, Украинская ССР — 4 ноября 2018, Киев, Украина) — украинский политический и общественный деятель, депутат Херсонского областного совета V созыва и Херсонского городского совета VI созыва, исполняющая обязанности управляющего делами исполнительного комитета Херсонского городского совета, советница херсонского городского головы, национальный волонтёр ООН, аспирантка Национальной академии государственного управления при президенте Украины, общественная активистка в сфере доступа к публичной информации, координатор Центра политических исследований и аналитики в Херсонской области.

## Биография
Родилась 17 июня 1985 года в городе Херсон Украинской ССР. С 2002 по 2006 год училась в Херсонском государственном университете. В 2008 году окончила Киевский национальный экономический университет. В 2016 году — Национальную академию государственного управления при президенте Украины.

### Общественная и политическая деятельность
С 2003 года активистка партии «Батькивщина». Возглавляла областную общественную организацию «Батькивщина молодая».
В 2004 году — активная участница Оранжевой революции.
В 2006 году избрана депутатом Херсонского облсовета от БЮТ.
В 2012 году стала соучредителем Агентства гражданской журналистики «МОСТ» и сайта most.ks.ua. Сайт стал площадкой, освещающей проблемы местной политики, а позже стал единственным в регионе СМИ, сфокусированном на мониторинге государственных закупок и расходовании публичных финансов. Команда Агентства гражданской журналистики «МОСТ» занимается антикоррупционными и мониторинговыми исследованиями на Херсонщине.
С 2012 года, работая в проекте «Молодые футбольные волонтёры: спорт и волонтёрство для целей развития тысячелетия» ПРООН, занималась развитием спорта в сельских районах Херсонщины, работая со школьниками и школьными учителями физкультуры.
После аннексии Крыма Россией и начала войны на Донбассе в 2014 году занималась вынужденными переселенцами. Работая помощником по вопросам правовой защиты Управления Верховного комиссара ООН по делам беженцев в Херсонской области, организовала добровольческое движение по сбору денег для покупки обуви детям переселенцев.
В мае 2014 года была избрана депутатом Херсонского городского совета по списку политической партии «Батькивщина». В сентябре 2015 года была исключена из рядов политической партии «Батькивщина». В ноябре 2015 года прекратила полномочия депутата городского совета в связи с окончанием срока полномочий и была назначена исполняющей обязанности руководителя аппарата исполнительного комитета.
С 2016 года входила в добровольческую группу Itchy Trigger Finger Ukrainians, которая занимается разработкой и распространением проукраинской внешней рекламы, направленной для жителей Крыма.[значимость факта?]
Учитывая активную жизненную позицию, в течение длительного времени Катерина Гандзюк находилась в системном конфликте с пророссийскими силами региона, среди которых организация «Украинский выбор» Виктора Медведчука, КПУ, КОБ, Движение Экстерриториальных Общин. Однако, информация о конфликте не подтверждалась правоохранительными органами. 
С 2017 года в конфликт Гандзюк с пророссийскими силами региона были втянуты правоохранители, которые откровенно поддерживали, охраняли и оказывали организационную помощь сепаратистским движениям Херсонщины. В частности, Екатерина Гандзюк открыто и неоднократно заявляла о произволе организатора «русских пробежек» в Херсоне Кирилла Стремоусова.
2 декабря 2017 года активисты[какие?] в Херсоне сорвали лекцию депутата Николаевского областного совета Максима Невинчаного, который также является председателем Николаевского территориального совета общественной организации «Украинский выбор». Среди уличных протестующих была замечена и Екатерина Гандзюк, которая раскритиковала действия херсонской полиции.
Екатерина Гандзюк также имела конфликт с начальником Управления защиты экономики в Запорожской области Департамента защиты экономики Национальной полиции Украины Артёмом Антощуком .14 сентября 2017 года она обвинила его в коррупции и вымогательстве. Антощук подал иск против Гандзюк о защите чести и достоинства, который был частично удовлетворён. В результате громкого медиа-скандала Антощук потерял должность.
В апреле 2018 года Гандзюк обнародовала информацию о том, что почти 200 «журналистов» с поддельными удостоверениями получили в областной полиции разрешения на владение травматическим и газовым оружием в 2014—2018 годах.
Гандзюк активно способствовала возрождению футбольного клуба «Кристалл» в Херсоне, после того как он прекратил своё профессиональное существование в 2017 году. В пределах своих полномочий помогала развитию не только самой футбольной команды, а также и развития фан-движения «Кристалла» в городе.

### Профессиональная деятельность
- 2006 — ГО «Эйдос» (Центр политических студий и аналитики), менеджер проектов, председатель регионального отделения в Херсоне
- 2008 — Институт психологии, социологии и истории Херсонского государственного университета, руководитель группы практики
- 2008—2012 — специалист Молодёжного центра труда при управлении молодёжи и спорта Херсонской областной государственной администрации.
- 2011—2012 — менеджер проектов Фонда поддержки гражданской активности
- 2012 — специалист по развитию волонтёрства среди молодёжи Фонда Народонаселения ООН на Украине[13]
- 2012—2016 — член программного совета «Демократическая практика» Международного фонда «Возрождение»
- 2014 — старший помощник по вопросам правовой защиты Управления Верховного комиссара ООН по делам беженцев в Херсонской области[14]
- 2015 — консультант проекта Международной организации по миграции в Херсоне
- ноябрь 2016 — назначена исполняющей обязанности управляющей делами исполнительного комитета Херсонского городского совета[15].

### Покушение на Гандзюк
31 июля 2018 года около 8:30 неизвестный облил Екатерину Гандзюк концентрированной серной кислотой. Нападение произошло возле дома, где жила Гандзюк, в то время, когда она шла на работу.
Екатерину Гандзюк доставили в реанимационное отделение областной больницы в шоковом состоянии. Ожоги составили более 30 % тела. Кислота попала женщине на спину, голову, руку, а также в глаза.
Изначально уголовное дело было возбуждено по ч. 4 ст. 296 Уголовного кодекса Украины (хулиганство), затем преступление переквалифицировали на «умышленные тяжкие телесные повреждения, совершённые с целью запугивания потерпевшего» (ч. 2 ст. 121). Впоследствии дело переквалифицировали на «покушение на убийство с особой жестокостью».
2 августа Екатерину Гандзюк санитарным бортом доставили в Киев, ей предоставили государственную охрану.
Из-за недоверия к херсонской полиции и подозрения в её причастности к нападению Гандзюк отказалась от сотрудничества с ними. Вместо этого 2 августа она дала показания оперативникам Департамента стратегических расследований (ДСР), которые посетили Гандзюк по месту лечения в Киевском ожоговом центре.
По состоянию на 5 августа 2018 года, поиски нападавшего продолжались. Был составлен фоторобот нападавшего и объявлена награда за любую информацию, которая позволит его идентифицировать. Генеральный прокурор Украины Юрий Луценко взял под личный контроль уголовное производство по факту нападения на Екатерину Гандзюк. Наиболее вероятной причиной нападения считают публичную деятельность Гандзюк.
17 августа 2018 года задержаны двое граждан Украины, которые, по версии следствия, являются соучастниками организации покушения — Владимир Васянович и Сергей Торбин. Оба задержанных являются участниками АТО и имеют боевые награды. Прокурор отметил, что на них как соучастников покушения на Гандзюк указывают показания других участников дела — Горбунова и Вишневского.
Херсонский городской суд 21 августа 2018 года принял решение о содержании их под стражей сроком на 60 суток без права внесения залога для обоих.

### Смерть
Екатерина Гандзюк умерла 4 ноября 2018 года на 34-м году жизни от последствий кислотной атаки. По предварительной информации, непосредственной причиной смерти стал обрыв тромба.